# Pouilly-sur-Serre
Pouilly-sur-Serre és un municipi francès situat al departament de l'Aisne i a la regió dels Alts de França. L'any 2007 tenia 535 habitants.

## Demografia

### Població
El 2007 la població de fet de Pouilly-sur-Serre era de 535 persones. Hi havia 188 famílies de les quals 36 eren unipersonals (20 homes vivint sols i 16 dones vivint soles), 52 parelles sense fills, 80 parelles amb fills i 20 famílies monoparentals amb fills.
La població ha evolucionat segons el següent gràfic:
Habitants censats

### Habitatges
El 2007 hi havia 209 habitatges, 191 eren l'habitatge principal de la família, 3 eren segones residències i 15 estaven desocupats. 202 eren cases i 5 eren apartaments. Dels 191 habitatges principals, 142 estaven ocupats pels seus propietaris, 46 estaven llogats i ocupats pels llogaters i 3 estaven cedits a títol gratuït; 13 tenien dues cambres, 21 en tenien tres, 45 en tenien quatre i 112 en tenien cinc o més. 140 habitatges disposaven pel capbaix d'una plaça de pàrquing. A 88 habitatges hi havia un automòbil i a 81 n'hi havia dos o més.

### Piràmide de població
La piràmide de població per edats i sexe el 2009 era:
| Homes | Edats   | Dones |
| ----- | ------- | ----- |
| 0     | 95 o +  | 0     |
| 0     | 90 a 94 | 4     |
| 0     | 85 a 89 | 8     |
| 4     | 80 a 84 | 8     |
| 20    | 75 a 79 | 16    |
| 0     | 70 a 74 | 12    |
| 4     | 65 a 69 | 12    |
| 8     | 60 a 64 | 4     |
| 0     | 55 a 59 | 8     |
| 12    | 50 a 54 | 12    |
| 16    | 45 a 49 | 16    |
| 56    | 40 a 44 | 36    |
| 4     | 35 a 39 | 32    |
| 12    | 30 a 34 | 4     |
| 4     | 25 a 29 | 12    |
| 8     | 20 a 24 | 12    |
| 20    | 15 a 19 | 28    |
| 32    | 10 a 14 | 28    |
| 4     | 5 a 9   | 8     |
| 12    | 0 a 4   | 0     |

## Economia
El 2007 la població en edat de treballar era de 362 persones, 254 eren actives i 108 eren inactives. De les 254 persones actives 235 estaven ocupades (131 homes i 104 dones) i 19 estaven aturades (5 homes i 14 dones). De les 108 persones inactives 34 estaven jubilades, 50 estaven estudiant i 24 estaven classificades com a «altres inactius».

### Ingressos
El 2009 a Pouilly-sur-Serre hi havia 187 unitats fiscals que integraven 519 persones, la mediana anual d'ingressos fiscals per persona era de 17.715 €.

### Activitats econòmiques
Dels 10 establiments que hi havia el 2007, 1 era d'una empresa alimentària, 3 d'empreses de construcció, 1 d'una empresa de comerç i reparació d'automòbils, 3 d'empreses d'hostatgeria i restauració, 1 d'una empresa de serveis i 1 d'una entitat de l'administració pública.
Dels 4 establiments de servei als particulars que hi havia el 2009, 1 era un taller de reparació d'automòbils i de material agrícola, 1 lampisteria i 2 electricistes.
L'any 2000 a Pouilly-sur-Serre hi havia 8 explotacions agrícoles.

## Equipaments sanitaris i escolars
El 2009 hi havia una escola elemental.

## Poblacions més properes
El següent diagrama mostra les poblacions més properes.